# Walter Ocampo
Walter Ocampo Esparza (Città del Messico, 27 dicembre 1928 – San Diego, 2 settembre 2007) è stato un nuotatore messicano.
Ha fatto parte del Messico che ha partecipato ai Giochi di Helsinki 1952 e di Melbourne 1956, partecipando, rispettivamente, alla gara dei 200m rana e 200m farfalla.
Ai II Giochi panamericani, ha vinto 1 argento nei 200m farfalla, 1 bronzo nei 200m rana, ed 1 bronzo nella Staffetta mista 4×100m.
Ai Giochi centramericani e caraibici ha vinto:
- 1954 1 oro nei 200m farfalla, 1 argento nei 200m rana
- 1959 1argento nei 200m farfalla, 1 bronzo nei 200m rana

Era il fratello di Mauricio Ocampo, anche lui nuotatore olimpico.